# Nasljedno pravo
Nasljedno pravo:
- u objektivnom smislu skup je pravnih pravila kojima se za slučaj smrti jedne osobe - ostavitelja, uređuje prijelaz njene imovine (odnosno njezinih subjektivnih prava i obveza) na druge osobe - njezine nasljednike. Pojednostavljeno se može definirati kao skup pravnih pravila kojima se uređuje nasljeđivanje. Obuhvaća materijalne pravne norme koje određuju tko stječe položaj nasljednika, formalne pravne norme kojima se uređuje postupanje suda u nasljednim stvarima (ostavinski postupak), ali i druge radnje koje se provode u svezi s nasljeđivanjem. U širem smislu obuhvaća i kolizijske norme kojima se uređuju pitanja s međunarodnim elementom (međunarodno privatno pravo).

Nasljedno pravo u objektivnom smislu dio je građanskog prava. 
- u subjektivnom smislu obuhvaća prava koja pojedinac stječe smrću ostavitelja, odnosno predstavlja ovlaštenje određene osobe da stupe u pravne odnose umrlog.

Nasljeđivanje je sredstvo za prevladavanje krize koja smrću pravnog subjekta (ostavitelja) nastupa u pravnim odnosima. Stoga nasljednik ima funkciju da nastavi one pravne odnose za koje odnosni pravni poredak smatra da je opravdano i potrebno da ih nastavi nasljednik, te da riješi one probleme koji nastaju zbog ostaviteljeve smrti ili kojima prijeti opasnost da bi zbog te smrti ostali neriješeni

## Načela
- načelo nasljeđivanja zbog smrti (mortis causa),
- načelo obvezne neposredne univerzalne sukcesije,
- načelo nasljeđivanja na osnovi oporuke ili pripadnosti obitelji ostavitelja,
- načelo ravnopravnosti,
- načelo uvažavanja posebnih prilika i potreba nasljednika,
- načelo ipso iure stjecanja,
- načelo dobrovoljnog stjecanja.

## Pretpostavke
Da bi došlo do nasljeđvanja, odnosno zasnivanja nasljednopravnog odnosa, potrebno je ispunjavanje određenih pretpostavki:
- smrt ostavitelja ili proglašenjem umrlim,
- postojanje nasljednika,
- ostavina,
- osnova nasljeđivanja.

## Zakonsko nasljedno pravo
Potencijalni zakonski nasljednici su one osobe koje su zakonskim normama ovlaštene na stjecanje nasljednog prava. 
Osnovna načela zakonskog nasljeđivanja: 
- načelo obiteljske pripadnosti (znači da se ovlaštenje dobiva zbog činjenice da se pripadalo istoj obitelji kao i ostavitelj),
- načelo ograničenog kruga mogućih zakonskih nasljednika (znači da su ovlašteni oni koji su s ostaviteljem bili povezani točno određenim obiteljskim vezama),
- načelo uzajamnosti (u krug potencijalnih zakonskih nasljednika stavljeni su samo oni kojima bi i taj ostavitelj bio mogući nasljednik),
- načelo ravnopravnosti (bez obzira na spol, te da li su veze bračne ili izvanbračne).

Ostaviteljevi potencijalni zakonski nasljednici su oni koju su u času njegove smrti s njim bili povezani:
- krvnim srodstvom: 
  - njegovi srodnici iz prave linije, kako silazne (descendenti-potomci) tako i ulazne (ascendenti-preci);
  - ostaviteljevi srodnici iz pobočnih linija (kolaterali-pobočni srodnici), ali ne svi nego jedino koji su potomci ostaviteljevih roditelja ili su potomci ostaviteljevih djedova i baka te njihovi ostali preci.
- građanskim srodstvom (posvojenjem)
- bračnom vezom.

## Oporučno nasljedno pravo
Oporuka je razredba posljednje volje kojom ostavitelj raspolaže svojom imovinom za slučaj smrti.

## Nužno nasljedno pravo
Nužno nasljedno pravo je skup pravnih pravila kojima se određuje krug osoba kojima je oporučitelj dužan ostaviti određeni dio svoje imovine.

## Kolizijska pravila vezana za nasljeđivanje
Kolizijskim pravilima određuje se mjerodavno pravo za pravne situacije s međunarodnim elementom, odnosno kad se treba dati odgovor na pitanje koje se od više stranih prava treba primijeniti na konkretan slučaj. To je primarno zadaća međunarodnog privatnog prava, koje sadrži i odredbe o mjerodavnom pravu za nasljeđivanje, sposobnost pravljenja oporuke, te valjanost oporuke.

## Poveznice
- Građansko pravo
- Međunarodno privatno pravo